# 292856 Peeters
292856 Peeters è un asteroide della fascia principale. Scoperto nel 2006, presenta un'orbita caratterizzata da un semiasse maggiore pari a 2,4801048 au e da un'eccentricità di 0,1534170, inclinata di 3,11060° rispetto all'eclittica.